# Tomás Mazzanti
Tomás Mazzanti o Tommaso Mazzanti (en Italia) fue un pionero de origen Italiano en la colonización europea en la Provincia de Corrientes, en la Argentina.
Nació el 13 de octubre de 1830 en Florencia, fue hijo de Gaspar Mazzanti y de Rosa Corti; su abuela paterna se llamaba Magdalena di Filippi Alivi di Medici, descendiente de la conocida familia Medici, patricios de Florencia.
Llegó a Goya en compañía de un grupo de soldados italianos, confiados en las promesas de un agente de inmigración de la República Argentina que les había prometido formar una colonia militar en el Chaco Austral, tierras entonces pobladas por indígenas belicosos. Las promesas les fueron incumplidas y Tomás Mazzanti decidiera pasó por la ciudad de Goya, donde decidió afincarse. Tres años más tarde contrajo matrimonio con una joven viuda de 18 años, Eustacia Blanco, sobrina del coronel Celedonio Ojeda.
Fue administrador de Colonia Carolina y uno de los mayores responsables del progreso de esta colonización.